# Glaskörper
Der Glaskörper (lateinisch Corpus vitreum) ist ein Bestandteil der Augen von Wirbeltieren und gehört in der Anatomie und augenheilkundlichen Diagnostik zu den sogenannten mittleren Augenabschnitten. Um die Form der Augen zu erhalten, enthalten diese eine gelartige, durchsichtige Substanz, den Glaskörper. Der Glaskörper liegt zwischen Linse und Netzhaut. Folglich durchquert das von der Linse gesammelte Licht auf seinem Weg zur Netzhaut den Glaskörper. Die Glaskörperflüssigkeit (Humor corporis vitrei) besteht zu etwa 98 % aus Wasser sowie aus rund 2 % Hyaluronsäure. Diese ist in ein Netz aus Kollagenfasern (<<1 %) eingelagert. Das angesprochene feine, dreidimensionale Netzwerk der Kollagene besteht hierbei vornehmlich aus Kollagen Typ II und IX. Die Assoziation von Hyaluronsäure in diesem weitmaschigen Netzwerk sowie die hohe Kapazität der Hyaluronsäure, Wasser zu binden, bedingen die homogene, gelartige Konsistenz des Glaskörpers und seine Durchsichtigkeit.
Dem Schutz des Glaskörpers dient die sogenannte Blut-Augen-Schranke.

## Erkrankungen
Erkrankungen des Glaskörpers sind:
- Persistierender hyperplastischer primärer Vitreus
- Glaskörperabhebung
- Glaskörperblutung
- Glaskörperdestruktion
- Glaskörperentzündung
- Synchisis scintillans, ein Funkensehen bei Cholesterineinlagerungen
- Glaskörpertrübung